# Clackamas (volk)
De Clackamas waren een Chinookstam uit de huige staat Oregon in de Verenigde Staten, verwant aan de Watlata. Ze ontlenen hun naam aan de Clackamas, de rivier waarlangs ze leefden tot aan het huidige Oregon City. Hun reeds lang uitgestorven dialect wordt naar hen Clackamas genoemd en is een vorm van Upper Chinook. De Clackamas werden voor het eerst beschreven door de expeditie van Lewis en Clark, die schatten dat de stam 1800 leden telde. In 1851 waren hier nog 88 van over, die al snel naar het Grand Ronde reservaat in Oregon verhuisden, waar er in 1910 nog 40 mensen als Clackamas stonden ingeschreven. In 1937 waren dat er 81. De huidige Clackamas maken deel uit van de Confederated Tribes of the Grand Ronde Community of Oregon.